# Marine Jurbert
Marine Jurbert, née le 11 décembre 1992 à Drancy, est une trampoliniste française. 
Elle est championne de France en 2008, médaillée de bronze aux Championnats d'Europe en synchronisé en 2008, médaillée de bronze par équipe en 2010, médaillée d'argent en synchronisé aux Championnats d'Europe de trampoline 2014 et médaillée d'argent en synchronisé aux Jeux européens de 2015. Elle remporte l'or en synchronisé avec Léa Labrousse aux Championnats d'Europe de trampoline 2016 et est médaillée d'argent par équipes aux Championnats d'Europe de trampoline 2018.
Aux Championnats d'Europe 2021 à Sotchi, elle remporte la médaille de bronze par équipes avec Léa Labrousse, Marine Prieur et Anaïs Brèche ainsi que la médaille de bronze en individuel.
Elle est médaillée d'argent en synchronisé avec Léa Labrousse aux Championnats du monde 2022 à Sofia ainsi qu'aux Championnats d'Europe 2024 à Guimarães.